# Степанов, Александр Николаевич (футболист)
Александр Николаевич Степанов (укр. Олександр Миколайович Степанов; 26 мая 1983) — украинский и российский футболист, играл на позиции нападающего.

## Карьера
Воспитанник черновицкой ДЮСШ № 2 (тренер — Павел Сочнев). Начинал карьеру в «Буковине» в 2001 году и за которую провел 45 официальных матчей (7 голов) во всех турнирах. Летом 2002 года перешёл в российский клуб «Сатурн-REN TV» (Раменское), однако выступал за дублирующий состав. Перед началом сезона 2003 года отправился во Владикавказ, где играл за «Спартак-Аланию». Дебютировал в чемпионате России 16 марта того года в домашнем матче 1-го тура против московского «Динамо», выйдя на замену на 75-й минуте встречи Ивану Евичу.
Летом 2003 года покинул «Спартак-Аланию». Далее играл за «Металлург-Кузбасс» (Новокузнецк). В 2008 году выступал за финский клуб «Ракуунат». Завершил профессиональную карьеру в 2009 году в клубе «Звезда» (Кировоград). Играл за футзальный клуб «Меркурий» (Черновцы), выступал в чемпионате Черновицкой области. В том же чемпионате работал и тренером, выигрывал Кубок и Суперкубок Черновицкой области. Занимается бизнесом в городе Черновцы.

## Достижения
- Победитель Второй лиги Украины (1): 2008/09

## Статистика
| Украина          | Матчи | Количество забитых мячей |
| ---------------- | ----- | ------------------------ |
| Первая лига      | 10    | 0                        |
| Кубок            | 4     | 2                        |
| Вторая лига      | 41    | 6                        |
| Всего            | 55    | 8                        |
| Россия           | Матчи | Количество забитых мячей |
| Высшая лига      | 7     | 1                        |
| Кубок            | 2     | 0                        |
| Первая лига      | 50    | 17                       |
| Турнир дублёров  | 18    | 2                        |
| Всего            | 77    | 20                       |
| Всего за карьеру | 132   | 28                       |